# (460354) 2014 RU43
(460354) 2014 RU43 es un asteroide perteneciente al cinturón de asteroides descubierto el 28 de febrero de 2008 por el Catalina Sky Survey desde el Catalina Sky Survey.

## Designación y nombre
Designado provisionalmente como 2014 RU43.

## Características orbitales
2014 RU43 está situado a una distancia media de 2,702 ua, pudiendo alejarse un máximo de 3,111 ua y acercarse un máximo de 2,293 ua. Tiene una excentricidad de 0,151 y la inclinación orbital 12,939 grados. Emplea 1622,98 días en completar una órbita alrededor del Sol.

## Características físicas
La magnitud absoluta de 2014 RU43 es 16,1.